# HD 34332
HD 34332，又名BD+40 1240，SAO 40224、HR 1725，是一颗恒星，视星等为6.18，位于銀經167.33，銀緯1.68，其B1900.0坐标为赤經5h 11m 41.3s，赤緯+40° 1.68′ 26″。